# شاتالوفکا (سرزمین آلتای)
شاتالوفکا (به لاتین: Shatalovka) یک منطقهٔ مسکونی در روسیه است که در سرزمین آلتای واقع شده‌است.